# Arsenal VG 33
L’Arsenal VG 33 est un avion de chasse français de la Seconde Guerre mondiale. Plus performant que son contemporain, le Dewoitine D.520, il ne put être mis en service, produit en nombre trop faible avant l'Armistice du 22 juin 1940.

## Le contexte
En janvier 1937, l’Arsenal de l'aéronautique obtint un marché d’État pour un chasseur monoplace construit en bois et entraîné par deux moteurs Hispano-Suiza 12X de 590 ch montés en tandem dans le fuselage. Ce projet développé par l’ingénieur Jean Galtier sous la houlette de l’ingénieur général de l'Air Marius Vernisse, d'où les initiales VG, devait aboutir à la réalisation d’un banc d'essai volant pour un programme plus ambitieux, le VB-10. Le VG 10 fut abandonné en juin 1937 pour le VG 20, projet de chasseur lourd bimoteur équipé de deux moteurs Hispano-Suiza 12Y de 900 ch en tandem. Les travaux furent stoppés début 1938, mais les études réalisées servirent au développement du VB-10 et d'un monoplace de chasse plus léger, le VG 30.
Parallèlement aux projets précédents, l’ingénieur général de l’Air Michel Vernisse travaillait en effet depuis 1936 sur un projet de chasseur léger capable de concurrencer le Morane-Saulnier MS.405. La maquette grandeur d’un monoplan à aile basse caractérisée par un revêtement travaillant en bois fut présentée en novembre 1936 au 15e Salon de l'aviation de Paris et fit une certaine impression auprès des spécialistes.
Or, en 1936, les responsables de l'armée de l'air française prirent conscience avec la guerre civile espagnole du retard pris par la France en matière de défense aérienne. On vit donc réapparaitre l'idée du Chasseur Jockey, un appareil léger et facile à produire en grande série dont les performances et le nombre pouvait compenser les faiblesses de l'armement. Pour réaliser un tel appareil, l'Arsenal de l'aéronautique mit en avant la technique de construction en bois moulé, technique notamment utilisée par le Deperdussin Monocoque, de 1910, qui devait offrir les avantages suivants :
- L'abondance du matériau, supprimant les problèmes d'approvisionnement ;
- La possibilité de faire réaliser des sous-ensembles complets, par une main-d’œuvre très qualifiée répartie dans des ateliers de menuiserie-ébénisterie sur tout le territoire ;
- La dispersion des lieux de production évitait le blocage de la production par bombardements aériens.

Dans la pratique cette idée allait se heurter à une dure réalité. L'industrie aéronautique française ayant depuis longtemps adopté le métal pour la réalisation des structures d'avions, les essences de bois appropriées (en particulier l’épinette rouge en anglais : red spruce, indispensable pour la fabrication des couples) n'étaient plus cultivées dans le pays, il fallut s'approvisionner en Grande-Bretagne, au Canada ou Outre-Mer. On tenta également d'acheter du bois en Roumanie, mais la faible qualité des premières livraisons devait entraîner l'abandon rapide de cette source d'approvisionnement. D'autre-part la dispersion des lieux de production nécessitait une excellente logistique de transport des sous-ensembles vers le point d'assemblage.

## Un programme d'urgence
Début 1937, le ministère de l’Air publia la fiche-programme A.23 portant sur un chasseur léger monoplace, dont les contours reprenaient dans ses grandes lignes le projet de l’Arsenal de l'aéronautique. Ce programme attira l'attention de plusieurs bureaux d’études : 
- Caudron-Renault, spécialiste français des avions rapides de faible puissance, proposa le C.713 dérivé des avions de course dessinés par Marcel Riffard.
- Marcel Bloch dessina le MB.700, version allégée du MB.151 en cours de production.
- Le Roussel R-30 proposait une solution originale sans moyens industriels.
- La SNCAO annonçait des performances intéressantes pour son SNCAO CAO.200.
- L'Arsenal de l'aéronautique enfin proposa le VG-30 en adaptant à la fiche-programme officielle le projet présenté en 1936 au Grand Palais.

## Arsenal VG 30
Le prototype VG 30-01 fut mis en chantier au début de l’été 1937 et devait initialement recevoir un moteur 12 cylindres à plat refroidi par air Potez 12Dc développant 610 ch à 1 000 m d’altitude. L’armement devait se composer de 4 mitrailleuses de 7,5 mm en voilure et un canon Hispano-Suiza HS-404 de 20 mm dans le moyeu de l’hélice.
Si le prototype fut achevé en un an à peine, le moteur Potez se fit attendre, et quand il apparut que le Caudron C.714, premier choix du ministère de l'Air, ne serait pas disponible en quantité avant 1939, il fut décidé de modifier le VG-30 pour adapter un Hispano-Suiza 12Xcrs de 690 ch afin d’accélérer les essais en vol. Le prototype prit donc l’air à Villacoublay le 1er octobre 1938 et, après quelques modifications en usine, effectua ses essais officiels entre les 24 mars et 17 juillet 1939. Ces essais révélèrent d’excellentes performances, bien qu'inférieures à celles attendues en raison d'une hélice inadaptée. Le prototype fut chronométré à 485 km/h à 4 950 m et 805 km/h en piqué prolongé début juillet.

## Arsenal VG 31
Le VG 30 souffrant de problèmes de centrage, il fut envisagé de déplacer vers l’arrière le radiateur et de réduire l’aile de 2 m2 sur un appareil recevant un moteur Hispano-Suiza 12Y31 de 860 ch et deux mitrailleuses d’aile seulement. Les essais en soufflerie montrèrent qu’un tel appareil aurait été excessivement instable et le prototype ne fut pas achevé. La voilure fut utilisée pour des essais statiques et le fuselage récupéré pour construite le VG 33-03, qui ne devait jamais voler.

## Arsenal VG 32
C'est avec l'idée de multiplier les sources d'approvisionnement en moteurs et, probablement, de réserver les moteurs Hispano-Suiza à d'autres avions, que naquit l'idée d'équiper un VG 30 d'un moteur Allison V-1710-C15 de 1 400 ch, qui entraînait un allongement du fuselage de 42 cm vers l’avant. Le prototype VG 33-05 fut donc conservé en usine et reçut 2 canons de 20 mm et 2 mitrailleuses de voilure. Il attendait toujours son moteur dans un hangar de Villacoublay à l'arrivée des troupes allemandes. Malgré les craintes sur l’approvisionnement en moteurs américains, 400 appareils à produire à partir de décembre 1940 par Michelin à Clermont-Ferrand avaient été mis en commande sous la désignation VG 32.

## Arsenal VG 33
C’est donc le 25 avril 1939 que le VG 33-01, premier appareil dérivé du VG 30 effectua son premier vol à Villacoublay. Cet appareil recevait un moteur Hispano-Suiza 12Y-31, le fuselage du VG 31 et la voilure de 14 m2 du VG 30. Les essais au CEMA débutèrent le 11 juin 1939, les essais de tir eurent lieu en octobre, le programme des essais officiels fut achevé en mars 1940. L’avion était stable, facile à piloter, avec des commandes de vol précises. Il atteignit 558 km/h à 5 200 m durant les essais officiels en août 1939 et pouvait grimper à 9 000 m. Dès le 12 septembre 1939, le ministère de l’Air passa commande de 220 chasseurs à construire par l’usine SNCAN de Sartrouville (ex CAMS) avant mai 1940. 200 avions supplémentaires furent commandés le 17 septembre pour assurer le remplacement complet des Morane-Saulnier MS.406 dès 1941.
Cinq prototypes furent construits. Prototype d’un intercepteur à haute altitude (VG 34), le VG 33-02 prit l’air en janvier 1940 avec un moteur Hispano-Suiza 12Y-49 et un compresseur Szydlowski-Planiol. Réalisé avec le fuselage du VG-31, le VG 33-03 ne vola jamais, envoyé à la SNCAN pour servir de maquette de production. Le VG 33-04 reçut un Hispano-Suiza 12Y-51 de 1 000 ch. Prototype du VG 35, il prit l’air le 25 février 1940 mais fut capturé par la Luftwaffe en juin 1940. Enfin le VG 33-05 devait servir de prototype au modèle VG 32.

### Une carrière fantomatique
Prévue pour novembre 1939, la livraison du premier appareil de série fut reportée à janvier 1940, le premier appareil de série ne prenant finalement l’air que le 21 avril 1940. Un second appareil de série fut livré début mai par la SNCAN à l’EAA-301, ces deux appareils permettant la formation de sept pilotes. Les avions no 2 et 4 ne pouvant être livrés comme prévu au GC I/2, premier groupe devant remplacer ses MS.406 par des chasseurs Arsenal, les quelques avions disponibles furent finalement utilisés par des unités improvisées de Défense Aérienne du Territoire, formées avec des pilotes polonais, qui assurèrent quelques patrouilles au-dessus de Villacoublay et d’Orléans.
Cinq appareils, dont les no 01, 6 et 7, furent évacués vers Bordeaux où un Groupe de Chasse GC I/55 fut constitué le 17 juin 1940. 36 missions auraient été effectuées jusqu’au 24 juin 1940 par cette formation particulièrement éphémère, puis les chasseurs furent désarmés et stockés. On en perd la trace après l’occupation de la Zone Sud en 1942. Ils furent probablement détruits par l'Occupant, qui connaissait déjà bien l'appareil. En effet un des cinq exemplaires saisis en juin 1940, le no 5, avait été longuement testé au centre d'essais en vol de Rechlin.

### Production et valeur
Le 10 mai 1940, l’usine de Sartrouville avait produit 40 avions, stockés au CRAS (Centre de réception des avions de série) en attente de pièces diverses ou d’armement. 167 exemplaires étaient à des stades divers de montage au moment de l’Armistice sur 820 commandés. Quand l’usine de Sartrouville dut être évacuée, l'Armée de l'Air avait pris en compte 5 appareils, dont les deux prototypes, qui se trouvaient au centre des essais en vol d’Orléans-Bricy. On est donc assez loin des 350 chasseurs à produire mensuellement selon les prévisions du ministère de l’Air. L'Armée de l'Air ayant officiellement pris en compte 10 appareils jusqu’au 22 juin 1940, on peut penser que 19 appareils, prototypes compris, furent achevés.
L’Arsenal VG 33 n’ayant pas participé aux opérations, les spéculations restent ouvertes quant à la valeur réelle de cet appareil. On peut simplement penser que, bien que moins lourdement armé que le Messerschmitt Bf 109, sa maniabilité et sa vitesse, supérieures à celles du Dewoitine D.520, en auraient fait un adversaire redoutable entre les mains de pilotes expérimentés. Pour ce qui est de la tenue dans le temps d’un chasseur construit en bois, on peut supposer qu’elle aurait été comparable à des chasseurs similaires, tels le Yak-3.

## Arsenal VG 34
Le 20 janvier 1940, débutèrent les essais en vol de ce nouveau modèle, équipé d’un moteur Hispano-Suiza 12Y-45 de 910 ch. Quelques jours plus tard, il atteignait 575 km/h à 6 200 m. Le sort de ce prototype est inconnu.

## Arsenal VG 35
Le VG 33-04 fut achevé avec un moteur Hispano-Suiza 12Y-51 de 1 000 ch et prit l’air le 25 février 1940. Le prototype se trouvait au CEV de Orléans-Bricy à l’arrivée des Allemands et on en perd alors la trace.

## Arsenal VG 36
Doté du même moteur que le VG 35, ce nouvel appareil qui effectua son premier vol le 14 mai 1940 comportait diverses modifications par rapport à ses prédécesseurs : fuselage arrière modifié, radiateur plus large et moins profond…

## Arsenal VG 37
Projet d’une version à long rayon d’action et moteur turbocompressé du VG 36.

## Arsenal VG 38
Projet à moteur Hispano 12Y-53 ou -77.

## Arsenal VG 39
Effectuant son premier vol le 3 mai 1940, ce nouveau prototype se distinguait assez sensiblement de ses prédécesseurs : Si la forme de l’aile n’était pas modifiée, sa structure était entièrement redessinée, en particulier pour loger 6 mitrailleuses, le fuselage légèrement redessiné pour recevoir un moteur 12 cylindres Hispano-Suiza 12Y-89ter de 1 200 ch avec un arbre d’hélice allongé… Cet appareil, qui a atteint 625 km/h à 5 750 m durant ses courts essais, qui aurait dû recevoir en série sous la désignation VG 39bis un Hispano-Suiza 12Z-17 de 1 600 ch, le radiateur du VG 36 et un canon de 20 mm dans le moyeu d’hélice en plus des 6 mitrailleuses d’aile.

## Arsenal VG 40
Étudié sous l’occupation, ce chasseur monoplace à moteur Rolls-Royce Merlin III ou Hispano-Suiza 12Z de 1 200 ch se distinguait du VG 33 par une voilure agrandie.

## Arsenal VG 50
Projet sous l’occupation d’un VG 40 à moteur Allison V-1710 de 1 200 ch. Probablement pour des raisons de camouflage, la même désignation fut attribuée à un projet de quadrimoteur transatlantique.

### Aéronefs comparables
- Dewoitine D.520
- Messerschmitt Bf 109